# 真山勇一
真山 勇一（眞山 勇一、まやま ゆういち、1944年〈昭和19年〉1月8日 - ）は、日本の政治家、ニュースキャスター、保護司。立憲民主党所属の元参議院議員（2期）。元調布市議会議員（1期）。キャスター時代の所属事務所はエクステンション。血液型はB型。

## 来歴
東京都墨田区生まれ。東京都立小石川高等学校、東京教育大学文学部ドイツ文学科卒業。

### 日本テレビ時代
1968年、日本テレビに入社。入社同期はアナウンサーの芦沢俊美、小早川正昭。報道局報道部(現在は 社会部と政治部に分割)に所属し、遊軍記者として、警視庁、自治省、通産省各クラブを担当し、選挙開票特番の司会進行役も務めた。1979年からは報道局外報部(現在の国際部)に所属し、イランの首都テヘランに駐在してイラン・イラク戦争の取材に従事した。4年後の1983年からは 米ニューヨークに赴任し、5年間の海外特派員を経て、1988年4月からNNNきょうの出来事キャスター、1990年4月からおもいッきりテレビ情報特急便キャスター。1992年10月から桜田順子のち木村優子とともにNNNニュースプラス1のキャスターを務めた。2002年11月より報道局解説委員長。2004年に定年を迎えた後、調布市で保護司の仕事を務めつつ、日本テレビに特別待遇で在籍して2007年2月に退社した。

### 政界入り・自民党時代
2007年3月、調布市議会議員選挙へ立候補が報じられ、4月22日投開票の調布市議選に無所属で立候補し、自由民主党の推薦でトップ当選した。市議会で自民党系の会派に所属し、第21回参議院議員通常選挙で自民党の政見放送に出演した。

### 自民党離党・みんなの党時代
2010年4月に自民党を離党し、7月10日の第22回参議院議員通常選挙にみんなの党公認で比例区から立候補したが、落選した。

### 繰り上げ当選・結いの党時代
2012年12月13日、比例区選出の参議院議員である小熊慎司、上野宏史、桜内文城の3人が日本維新の会から第46回衆議院議員総選挙に出馬するため、みんなの党を離党し、参議院議員を辞職する。これに伴い、真山、藤巻幸夫、山田太郎の3人が繰り上げ当選した。2013年12月9日、みんなの党に離党届を提出し、江田憲司を党首に結成した結いの党に参加する。

### 維新の党・民進党時代
2014年9月21日、結いの党・日本維新の会の合流により、維新の党に参加する。
2016年3月27日に民主党と維新の党が合流して民進党を結党したが、比例選出議員の政党の移動を原則禁じた国会法の規定で、真山ら5人の参議院議員は民進党に入党できず、無所属のまま参議院の会派「民進党・新緑風会」に所属した。第24回参議院議員通常選挙で民進党の公認を受けて神奈川県選挙区から立候補するため、6月21日に参議院議員を辞職して民進党へ入党した。民進党は神奈川県選挙区に真山と金子洋一の2人を擁立し、真山が得票数3位で当選したが金子は得票数6位で落選した。

### 民進党離党・立憲民主党時代
2018年5月7日に民進党を離党し、8日に院内会派「立憲民主党・民友会」に無党籍の議員として入会した。12月25日に立憲民主党に入党した。
2019年10月4日、参議院国家基本政策委員長に就任した。
2020年9月15日、旧立憲民主党、旧国民民主党などが合流し、新「立憲民主党」が設立。真山も新党に参加。
2021年に同党の篠原豪衆議院議員に自身が渡したIR反対派署名名簿を篠原が選挙運動に不正利用したことが問題になった際に「これはプライバシーの問題もあり、本当はあってはいけないことです。が、議員の宿命として、支持してくれる人、有権者を一人でも多く獲得したいという気持ちが動いてしまったのだろうと感じています。」としている。
同年10月31日の第49回衆議院議員総選挙で立憲民主党は議席を「109」から「96」に減らし、11月2日、枝野幸男代表は引責辞任を表明。枝野の辞任に伴う代表選挙（11月30日実施）では西村智奈美の推薦人に名を連ねた。
2022年夏の第26回参議院議員通常選挙に向けては、1月26日に立憲民主党県連が前回同様に神奈川県選挙区での真山の擁立を決定。しかし、直後の健康診断で前立腺がんが判明したため、2月28日に選挙区での公認を辞退したことを明らかにした。真山は3月末まで治療に専念し、同年夏の改選には比例区への転出も視野に検討するとしていたが、第208回国会が閉幕した6月15日には「政治はひと区切り」と述べ、参院選には立候補せず政界を引退する意向を示した。
2022年11月3日の秋の叙勲で旭日中綬章を受章した。

## 政策・主張
- 第9条を含む日本国憲法の改正に反対[24]。
- 憲法への緊急事態条項の創設に反対[24]。
- 日本の環太平洋戦略的経済連携協定（TPP）参加に反対[24]。
- 原発は日本に「必要ない」としている[24]。
- 沖縄県宜野湾市の普天間飛行場は「国外に移設すべき」としている[24]。
- 日本の核武装について「将来にわたって検討すべきでない」としている[24]。
- 国会議員の定数削減に賛成[24]。
- 2013年12月6日の参議院本会議における特定秘密保護法案の採決では、賛成する党の方針に造反し、反対票を投じた[25]。
- 選択的夫婦別姓制度の導入に賛成[26]。
- 日本禁煙学会が2016年の参院選に先駆けて行った受動喫煙防止法についての公開アンケートにおいて、レストランやバーを含む一般市民が出入りする場所は、2020年までに「罰則なしの分煙とするべきである」と回答していた[27]。しかし、2018年に受動喫煙対策を強化する健康増進法改正案が審議入りした際には、55%の飲食店が原則禁煙の対象外となる政府案について「さまざまな抜け道を設けて喫煙を可能にしている」「受動喫煙の防止は十分でない」と批判し、抜本的な再考を求めた[28][29]。

## 議員連盟
- 日本の未来を創る勉強会[30]
- 人権外交を超党派で考える議員連盟[31]

## 発言・行動
国勢調査の黒塗り解答の推奨発言
2020年10月6日、twitter上で、政府に対する抗議行動として、国勢調査の解答用紙を黒塗りにした状態で送付する話題をとりあげ、真山は「こういう黒塗り文書を幾度となく出された側として、この怒りに100%同感する。」と発信した。国勢調査の妨害行為は統計法違反に該当する、罰金刑の既定もある違法行為であり「国会議員が法律違反を推奨するのか」と批判を受けた。

## 不祥事
2016年3月、当時所属していた維新の党の解党直前に参院選の「公認料」として党から2000万円の資金を受けたが、政治資金収支報告書に記載していなかった。真山は取材に対し「関連団体の収支報告書に記載した。ミスだ」と説明した。

## 担当番組

### 過去
報道・情報番組（フリー後も含めて）
| 期間                              | 期間                               | 番組名                            | 役職                         | 担当日     |
| --------------------------------- | ---------------------------------- | --------------------------------- | ---------------------------- | ---------- |
| 1987年10月5日                     | 1988年4月1日                       | NNNライブオンネットワーク         | キャスター                   | 平日       |
| 1988年4月4日                      | 1990年3月29日                      | NNNきょうの出来事                 | キャスター                   | 月～木曜日 |
| 1990年4月2日 および 2004年5月31日 | 1992年3月27日 および 2006年3月31日 | 午後は○○おもいッきりテレビ        | 『情報特急便』キャスター     | 平日       |
| 1992年10月5日                     | 2002年9月27日                      | NNNニュースプラス1                | キャスター                   | 平日       |
| 2003年3月31日                     | 2004年3月25日                      | さきどり!Navi                     | 司会                         | 月～木曜日 |
| 2004年5月31日                     | 2006年3月31日                      | ザ・ワイド                        | 『NEWS撮って出し』キャスター | 平日       |
| フリー転身後                      | フリー転身後                       | 情報ライブ ミヤネ屋（読売テレビ） | コメンテーター               | （不定期） |

その他
- 休日の真山ミーヤ（CS放送・日テレプラス&サイエンス（現在：日テレプラス））

### ゲスト出演
- ネプ大リーグ（2009年10月12日、フジテレビ）
- おもいッきりDON!（日本テレビ、2009年10月21日）

## 映画
- ガメラ 大怪獣空中決戦（1995年）：ニュースキャスター役